# Libro de Horas de Fernando I y Sancha
El Libro de Horas de Fernando I y Sancha, también conocido como Diurnal de Fernando I, es un códice iluminado que contiene un salterio y un diurnal, escrito y pintado hacia 1055. Actualmente se conserva en la biblioteca de la Universidad de Santiago de Compostela (Ms. Res. 1). Según apunta Manuel Gago, comisario de la muestra, es uno de los primeros testimonios del lenguaje formal románico y de la espiritualidad medieval privada. Además, constituye tal vez el ejemplo más prestigioso de patronazgo libresco en el Reino de León en aquel periodo.

## Contexto histórico
Fernando (1018-1065) tomó el trono de Castilla cuando tenía solo doce años, un título que al parecer ya habían pactado leoneses y castellanos. Este contrajo matrimonio con Sancha (1018-1067), la hermana del rey de León Bermudo, en 1032 por intereses territoriales cuando ambos apenas eran adolescentes. Su reinado fue complejo, de hecho, durante dieciséis años los reyes se vieron obligados poner orden en el reino, corregir la anarquía y el expolio de las iglesias.
El colofón indica que el libro se completó en 1055. 
Fue un encargo realizado por la reina Sancha a modo de regalo para su marido, Fernando I de Castilla, en el marco de una estrategia de legitimación de sus derechos, cuestionados por la aristocracia. Además, cuenta con una inscripción dedicatoria en la que también figuran el nombre del escriba Petrus y del artista Fructuoso, adelantándose por lo tanto de manera notable a fenómenos más tardíos].

## Función y precedentes
Los libros de horas surgen de la necesidad de satisfacer la devoción privada de los laicos, puesto que estos, aunque no estaban obligados a recitar los oficios impuestos a monjes y sacerdotes, deseaban igualmente a través de los Salmos del rey David alabar a Dios, y expresarle con ello su agradecimiento, alegría o arrepentimiento. El origen de estos procede del Alcuino de York, que había compuesto su “De psalmorum usu liber”-Libro para el uso de los salmos–, que difundió en el siglo IX entre laicos para recitar salmos a distintas horas. El libro de Alcuino de York influye en el libro de las horas de Carlos el Calvo que a su vez repercute en este.

## Descripción
Consta de 226 folios con unas dimensiones de 310 x 220 mm que está escrito en miniatura carolingia. El contenido principal es un salterio seguido por los oficios nocturnos de las Horas. 
En cuanto al estilo, vemos rasgos de arabismo en las estilizaciones decorativas de animales y plantas, pero la obra ya muestra influencias de la iluminación románica tanto en la variedad de sus iluminaciones como en la belleza de la escritura. Fructuoso se habría inspirado en Salterios y Libros de Cánticos de San Millán de la Cogolla y Silos de los siglos X y XI, adaptándolo al uso que le va a dar el rey Fernando.
Sin duda una de las páginas más bellas es la del alfa, en la que comienza el diurno como era costumbre en los libros sagrados. Debajo de la letra aparece una figura que señala un libro con su mano derecha y que posiblemente representa al salmista.
Además de estas ilustraciones, debemos destacar dos escenas: 
“La primera de ellas es una iluminación donde se produce la entrega del libro al rey Fernando, mientras se dirige con su mirada a la reina Sancha a la derecha. Es de los pocos ejemplos se han conservado en los cuales un escriba hace entrega del manuscrito a un alto cargo; usualmente en la Edad Media se representa a los escribas en su scriptorium. Es especialmente relevante esta escena puesto que se trata del primer retrato regional de la monarquía española.
Por otra parte, tenemos en la primera página una escena misteriosa. En esta aparece una figura en el interior de un espacio creado por dos letras con composiciones geométricas intrincadas junto a motivos animalísticos. En la parte superior, una estilizada «V» aparece además acompañada de dos representaciones simétricas de lo que parece un equino dispuesto de manera circular. Esta «V» se entrecruza con una «A» dentro de la cual se encuentra la figura. Se desconoce quién es el personaje, pues se perdieron las páginas donde se le identificaba. No obstante, hay varias interpretaciones sobre este personaje:
- Joaquín Yarza en 1985 relacionó a este personaje con el rey David, autor de los Salmos y parte fundamental del contenido en el Libro de Horas. Pero la iconografía del personaje en el Diurnal no se asemeja en lo más mínimo a las imágenes tradicionales del rey David, con corona y arpa.
- Francisco Prado-Vilar quiso ver en esta ﬁgura al hijo del matrimonio real, el futuro Alfonso VI. De nuevo, los atributos del personaje, con una vestimenta sencilla, aureola dorada y un libro con motivos en forma de cruz, no refleja la imagen de un joven príncipe
- En 2011, el autor americano John Williams explicó que la ﬁgura se trataría de un retrato del artista responsable de la decoración del manuscrito, Fructuosus. Sin embargo, hasta finales del milenio medieval, la ﬁgura del iluminador siempre estuvo a la sombra.
- San Isidoro de Sevilla y el mártir San Vicente de Ávila son los candidatos más evidentes, ya que el traslado de sus reliquias desde Sevilla y Ávila a León supuso un momento tan importante en la vida del monarca que estos hechos quedaron plasmados en su inscripción funeraria.”

A lo largo de todo el libro se refleja la igualdad de condiciones entre ambos monarcas. Esta idea se repite en otra obra que encargaron estos reyes en el año 1047, el Beato de Fernando I y doña Sancha, concretamente en la escena del laberinto donde se recogen las firmas de ambos reyes de manera igualitaria, puesto que Sancha también desempeñó un papel muy importante en el ámbito político. “Para entender la importancia de Sancha debemos recordar que, aunque fuese la transmisora de su marido Fernando, esta era la verdadera heredera del reino de León tras la muerte de su hermano y su padre. Debido a la legislación y la tradición del momento, Fernando tuvo que ocupar el cargo de emperator pese a que la verdadera figura de poder fuese Sancha. Esto se refleja perfectamente en el Libro de las Horas y se vuelve a repetir en el exlibris del laberinto con la frase: «Ferdinandi regis sum liber. Ferdinandi regis necnon et Sancia regina sum liber».
Sancha tuvo un gran interés por las artes, algo inusual entre las mujeres de la época, además tuvo un importante papel político; consiguió gestionar con diligencia asuntos legales del reino y tuvo gran interés en las campañas militares de la Reconquista. En el terreno artístico además de actuar como promotora también fue objeto de representación. Ejemplo de ello es el Diurnal, el Liber Canticorum, Etimologías y el Comentario del Beato de Liébana donde se ve una representación explícita de la reina, lo que nos habla del poder e influencia que tuvo en su época".